# Ciukiv, Nemîriv
Ciukiv (în ucraineană Чуків) este localitatea de reședință a comunei Ciukiv din raionul Nemîriv, regiunea Vinnița, Ucraina.

## Demografie
Componența lingvistică a localității Ciukiv
     Ucraineană (96,35%)
     Rusă (2,51%)
     Alte limbi (0,11%)
Conform recensământului din 2001, majoritatea populației localității Ciukiv era vorbitoare de ucraineană (96,35%), existând în minoritate și vorbitori de rusă (2,51%).